# Еріх Вальтер
Еріх Вальтер (нім. Erich Walther; нар. 5 серпня 1903, Горден-Штаупіц, Саксонія — пом. 26 грудня 1947, Бухенвальд) — німецький воєначальник, генерал-майор повітряно-десантних військ Німеччини в роки Другої світової війни 1939–1945. Один з 160 кавалерів Лицарського хреста з Дубовим листям та мечами (1944).

## Біографія
1 квітня 1924 року поступив на службу в поліцію Берліна. Служив у поліцейській адміністрації в Оппельні, а потім в Берліні. З 25 лютого 1933 року — командир взводу поліцейського загону «Веке», який 12 січня 1934 року після ряду переформувань перетворився на групу земельної поліції «Герман Герінг». З 1 січня 1935 року — командир роти 1-го (єгерського) батальйону полку ВПС «Герман Герінг». 1 жовтня 1935 року офіційно переведений на службу в Люфтваффе. З 1 жовтня 1937 року — командир роти 4-го (парашутного) батальйону полку ВПС «Герман Герінг», з 1 квітня 1938 року — роти 1-го батальйону 1-го парашутного полку. 1 квітня 1939 року переведений в інспекцію парашутних військ, а 10 листопада 1939 року очолив 1-й батальйон 1-го парашутного полку.
Учасник Французької і Балканської кампаній, а також висадки на Крит. 22 квітня 1942 року переведений в резерв ОКЛ. З 17 вересня 1942 року — командир 4-го парашутного полку. У вересні 1944 року одночасно очолював сформовану на базі полку бойову дивізійну групу «Вальтер». З 24 вересня 1944 року виконував обов'язки командира 2-ї моторизованої парашутної дивізії «Герман Герінг» (затверджений на посаді 30 січня 1945 року). 8 травня 1945 року взятий у полон радянськими військами. Помер у полоні.

## Нагороди
- Знак парашутиста Німеччини (1936)
- Медаль «За вислугу років у Вермахті» 4-го, 3-го і 2-го класу (18 років)
- Медаль «У пам'ять 1 жовтня 1938» із застібкою «Празький град»
- Залізний хрест
  - 2-го класу (18 квітня 1940)
  - 1-го класу (26 квітня 1940)
- Лицарський хрест Залізного хреста з дубовим листям і мечами
  - лицарський хрест (24 травня 1940)
  - дубове листя (№ 411; 2 березня 1944)
  - мечі (№ 131; 1 лютого 1945)
- Нарвікський щит (1940)
- Нарукавна стрічка «Крит»
- Нагрудний знак «За поранення» в чорному
- Німецький хрест в золоті (14 квітня 1942)

Військова кар'єра
- 1 липня 1925 — вахмістр поліції
- 16 червня 1928 — лейтенант поліції
- 21 березня 1933 — обер-лейтенант поліції

- 1 жовтня 1935 — гауптман
- 19 червня 1940 — майор
- 1 січня 1942 — оберст-лейтенант
- 20 квітня 1942 — оберст
- 30 січня 1945 — генерал-майор